# تشارلز إس. كوهن
تشارلز إس. كوهن (بالإنجليزية: Charles S. Cohen)‏ هو منتج أفلام أمريكي، ولد في 8 فبراير 1952.